# Eslavage de perles
Met de aanduiding eslavage de perles wordt een paarlencollier bedoeld, vervaardigd met valse, grote parels. Deze halssieraden werden in de 18e eeuw meer gewaardeerd dan colliers die met kleine, echte parels waren vervaardigd.